# Индийская гробница (фильм, 1938)
«Индийская гробница» (нем. Das indische Grabmal) — немецкий приключенческий художественный фильм 1938 года режиссёра и продюсера Рихарда Айхберга. Экранизация одноименного романа Теа Габриэлы фон Харбоу. Ремейк немецкого немого художественного фильма 1921 года «Индийская гробница».
В 1958 году в ФРГ режиссёром Фрицем Лангом был снят ещё один фильм «Индийская гробница».

## Сюжет
Мстительный и ревнивый индийский принц узнаёт, что его жена Индира, танцовщица из храма Зета, сбежала с инженером из Европы. По совету своего друга — магараджи снедаемый жаждой мести принц пускается в погоню за любовниками. По наущению друга принц приказывает возвести гробницу для захоронения изменницы. Оскорбленная честь принца требует удовлетворения.
На пути молодых беглецов случается много приключений на суше и на море, но в итоге им не удастся скрыться от погони … Тем временем магараджа, который притворялся хорошим другом принца, готовит его убийство и захват власти. Индира узнаёт об этом и спасает принца, закрыв его от пули. Лживый друг будет наказан, а Индира погибнет, но заслужит прощение мужа.

## В ролях
- Филип Дорн — махараджа Эшнапура
- Александр Голлинг — принц Рамигани
- Ла Яна — Индира, танцовщица из храма Зета
- Тео Линген — Эмиль Сперлинг
- Ханс Штюве — Петер Фюрбрингер, архитектор
- Китти Янцен — Ирен Травен
- Густав Диссль — Саша Демидофф, инженер
- Гизела Шлутер — Лотта Сперлинг
- Карл Хаубенрайссер — Гопал
- Олаф Бах — Саду

## Влияние
В книге Эдуарда Хруцкого «Тени в переулке» описывается Москва после Второй Мировой войны, и появление этого фильма на экранах.
Я очень хорошо помню, как зимой на афише кинотеатра «Москва» появилась рисованная афиша с таинственной красавицей, мужчинами во фраках, сжимающими в руках пистолеты. И подпись: «Индийская гробница» – 1-я серия».
В Москве начался немыслимый ажиотаж. Очередь за билетами занимали с ночи. В городе творилось нечто невообразимое. О фильме спорили на коммунальных кухнях, обсуждали его в учреждениях и институтах.
Актриса, игравшая героиню этой бессмертной ленты, была безымянной. Женщина красоты необыкновенной. <...> 
В фильме было все: перестрелки, драки, дворец магараджи, необычайно красивые банкеты и даже бассейны с крокодилами.
Героиня фильма была настолько хороша, что московские завистливые дамы, глядя на стройную, тонкую фигуру, говорили, что эту роль играет мужчина-танцовщик, и даже называли его фамилию. Но никто не обращал внимания на их злословие.
Танцовщица Зита вытеснила из сферы всеобщего внимания даже прелестную Марику Рокк. Фотографии ее висели в каждой будке чистильщиков сапог и сапожников-частников. Они на несколько лет заменили изображение самой Любови Орловой.
Во время войны  «Индийская гробница» демонстрировалась в кинотеатрах на временно оккупированных территориях СССР.  Анатолий Кузнецов в романе "Бабий Яр" так рассказывает о своих впечатлениях:
Я смотрел ее сперва доверчиво, еще бы, подлинные индийские пейзажи и прочее, потом стал постепенно настораживаться, и полезли мне в голову мысли, фильмом не предусмотренные. Меня вдруг стала душить ненависть.
За мелькавшими на экране фигурами раджи, милых немецких инженеров и ослепительной европейки я вдруг увидел нескончаемые вереницы рабов, строивших эту треклятую бессмысленную гробницу. Они прошли вторым, даже третьим планом, но этого хватило, чтобы меня затрясло от ярости, и с фильма слетели завесы.
Они уже подбирались к Индии и снимали ее подлинные пейзажи. У них у всех – этих рабовладельцев, эксплуататоров, правителей – особая жизнь, а там, на заднем плане, так, между прочим, рабы, поделенные на бригады.